# Halanonchus macrurus
Halanonchus macrurus is een rondwormensoort uit de familie van de Trefusiidae. De wetenschappelijke naam van de soort is voor het eerst geldig gepubliceerd in 1920 door Cobb.